# 29-я пехотная дивизия (Российская империя)
29-я пехотная дивизия —пехотное соединение Русской императорской армии.
Штаб-квартира дивизии: Рига, Лифляндской губернии, Виленский военный округ. С 1899 г. дивизия входила в 20-й армейский корпус.

## История

### Формирование

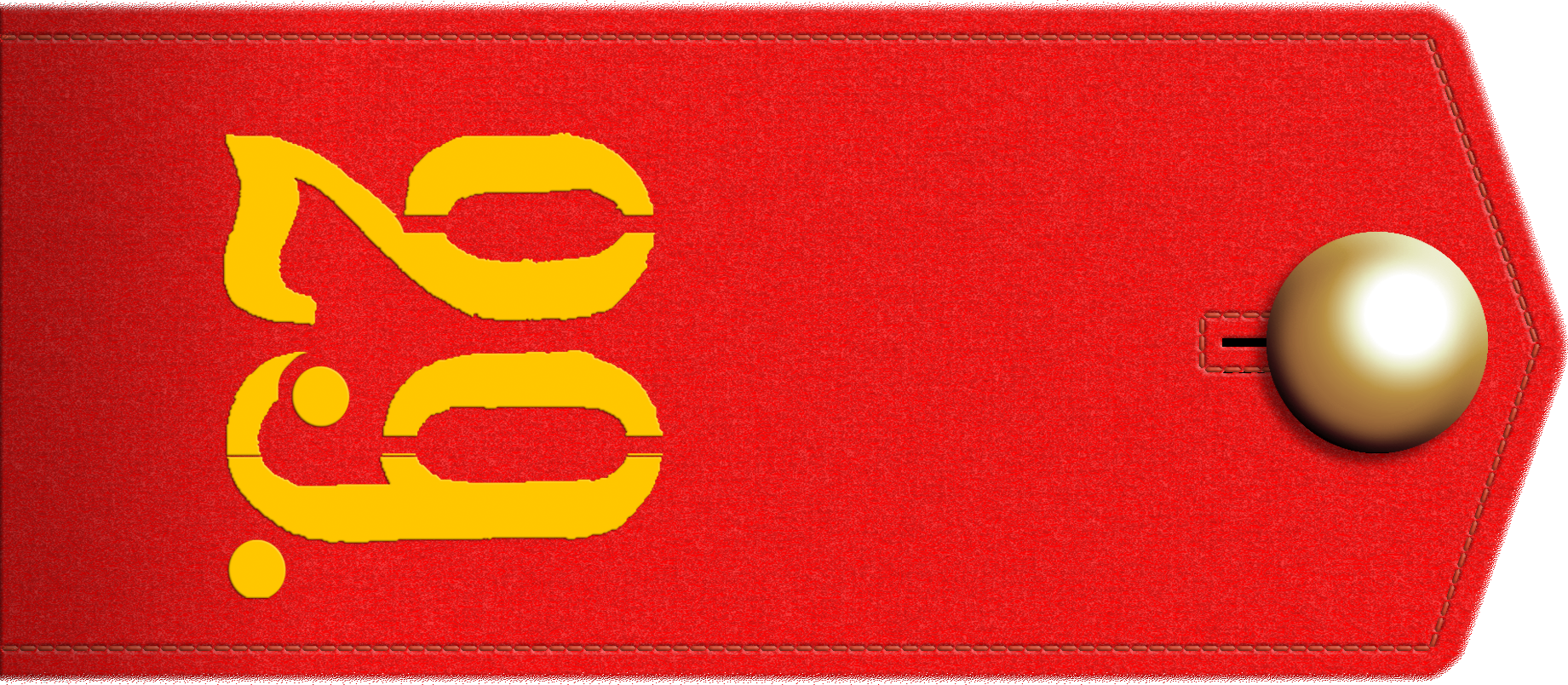
Погон рядового 1-й бригады 29-й пехотной дивизии образца 1874 года (Новоторжский 114-й пехотный полк и Старорусский 113-й пехотный полк)

Сформирована Высочайшим приказом от 13 августа 1863 года в числе 12 пехотных дивизий (войсковые №, с 23-й по 34-ю) (на сформирование которых были обращены полки упразднённых 1-й, 2-й, 3-й и 5-й резервных пехотных дивизий) и передана в состав Виленского военного округа с исключением из подчинения начальнику резервов армейской пехоты. Управление (штаб, отделы, отделения и так далее) дивизии было сформировано на основе управления 3-й резервной пехотной дивизии.

## Боевые действия
С началом Первой мировой войны дивизия принимала участие в Восточно-Прусской операции.
В феврале 1915 года в ходе второго Мазурского сражения дивизия вместе со всем 20-и армейским корпусом попала в окружение и погибла. Основная часть личного состава соединения попала в плен.

## Состав дивизии
- Управление дивизии (Рига)
- 1-я бригада (1913 год: Митава; 1914 год: Либава)
  - 113-й пехотный Старорусский полк
  - 114-й пехотный Новоторжский полк
- 2-я бригада (Рига)
  - 115-й пехотный Вяземский генерала Несветаева полк
  - 116-й пехотный Малоярославский полк
- 29-я артиллерийская бригада (Рига)

## Командование дивизии
(Командующий в дореволюционной терминологии означал временно исполняющего обязанности начальника или командира. Должности начальника дивизии соответствовал чин генерал-лейтенанта, и при назначении на эту должность генерал-майоров они оставались командующими до момента своего производства в генерал-лейтенанты).

### Начальники дивизии
- 15.08.1863 — 09.12.1863 — генерал-лейтенант Грунт, Егор Егорович
- 09.12.1863 — 20.12.1864 — командующий генерал-майор Лихутин, Михаил Доримедонтович
- 20.12.1864 — 25.03.1869 — генерал-лейтенант Рудановский, Леонид Платонович
- 25.03.1869 — 16.04.1878 — генерал-майор (с 06.12.1872 генерал-лейтенант) Свечин, Александр Алексеевич
- 16.04.1878 — 12.08.1878 — командующий генерал-майор Шванебах, Фридрих Антонович
- 12.08.1878 — 24.06.1882 — генерал-майор (с 30.08.1879 генерал-лейтенант) Вернер, Адольф Иванович
- 12.07.1882 — 14.08.1890 — генерал-лейтенант Миркович, Александр Фёдорович
- 30.08.1890 — 17.01.1896 — генерал-лейтенант граф Татищев, Николай Дмитриевич
- 18.01.1896 — 13.04.1896 — генерал-лейтенант Тывалович, Иван Иванович
- 19.04.1896 — 19.04.1899[2] — генерал-майор (с 14.05.1896 генерал-лейтенант) Черемисинов, Николай Владимирович
- 13.05.1899 — 18.01.1900 — генерал-лейтенант Кононович-Горбацкий, Пётр Викентьевич
- 17.02.1900 — 17.10.1904 — генерал-лейтенант Дзичканец, Алексей Иосифович
- 24.11.1904 — 11.11.1907 — генерал-майор (с 06.12.1906 генерал-лейтенант) Нарбут, Василий Александрович
- 11.11.1907 — 24.12.1908 — генерал-лейтенант Холодовский, Иван Иванович
- 24.12.1908 — 09.05.1914 — генерал-лейтенант Архипов, Владимир Александрович
- 09.05.1914 — 03.04.1915 — генерал-лейтенант Розеншильд фон Паулин, Анатолий Николаевич
- 03.04.1915 — 22.04.1917 — генерал-майор (с 17.11.1915 генерал-лейтенант) Дзичканец, Борис Алексеевич
- 13.05.1917 — 10.10.1917 — командующий генерал-майор Ефтин, Иван Степанович
- 23.10.1917 — хх.хх.хххх — командующий генерал-майор Лебедев, Сергей Павлович

### Начальники штаба дивизии
- 30.08.1863 — 01.10.1863 — подполковник Турбин, Николай Матвеевич[3]
- 01.10.1863 — 16.11.1863 — полковник Высоцкий, Николай Фёдорович
- 27.01.1864 — 24.03.1866 — подполковник (с 30.08.1865 полковник) Витковский, Андрей Генрихович
- хх.хх.1866 — 11.04.1866 — подполковник де Ливрон, Виктор Францович[4]
- 11.04.1866 — 05.03.1871 — полковник Афанасьев, Дмитрий Фёдорович
- 17.03.1871 — 10.04.1875 — полковник Чудовский, Владимир Никитич
- 10.04.1875 — 21.08.1877 — полковник Чайковский, Митрофан Петрович
- 21.08.1877 — 02.11.1877 — полковник Озерский, Владимир Иванович
- 02.11.1877 — 30.12.1877 — и. д. полковник Кононович-Горбацкий, Пётр Викентьевич
- 06.01.1878 — 25.01.1883 — и. д. полковник Ласкин, Михаил Павлович
- 25.01.1883 — 30.04.1889 — полковник Писаренко, Александр Семёнович
- 16.05.1889 — 29.12.1896 — полковник Надаров, Иван Павлович
- 02.01.1897 — 18.05.1899 — полковник Корнеев (Карнеев), Владимир Петрович
- 31.05.1899 — 22.09.1901 — полковник Форселес, Карл-Иоган Габриелович[5]
- 22.09.1901 — 20.05.1904 — полковник Чагин, Владимир Александрович
- 10.06.1904 — 13.12.1908 — полковник Алексеев, Михаил Павлович
- 16.12.1908 — 19.02.1914 — полковник Вицнуда, Константин Александрович
- 26.02.1914 — 22.11.1914 — полковник Ефимов, Николай Павлович
- 16.01.1915 — 06.04.1915 — полковник Фешот (Фешотт), Фердинанд Фердинандович
- 06.04.1915 — 11.12.1916 — и. д. подполковник Гамченко, Евгений Спиридонович
- 04.01.1917 — 16.10.1917 — и. д. подполковник (с 15.08.1917 полковник) Кузнецов, Константин Дмитриевич

### Командиры 1-й бригады
Должности бригадных командиров в дивизиях Русской армии на момент сформирования 29-й пехотной дивизии были упразднены. Они были вновь учреждены 30 августа 1873 года.
После начала Первой мировой войны в армейской дивизии была оставлена должность только одного бригадного командира, именовавшегося командиром бригады 29-й пехотной дивизии.
- 30.08.1873 — 15.09.1873 — генерал-майор фон Витте, Август Карлович
- 15.09.1873 — 22.09.1874 — генерал-майор Полторацкий, Павел Александрович
- 09.10.1874 — хх.хх.1878 — генерал-майор Вернер, Адольф Иванович
- 22.04.1878 — 04.08.1885 — генерал-майор Шмит, Александр Оттович[6]
- 16.09.1885 — 07.10.1899 — генерал-майор Тунцельман, Николай Антонович[7]
- 31.10.1899 — 06.06.1902 — генерал-майор Кондырев, Кронид Павлович
- 26.06.1902 — 17.01.1906 — генерал-майор Иевреинов, Александр Иоасафович
- 20.02.1906 — 04.10.1908 — генерал-майор Зыков, Виктор Павлович
- 27.10.1908 — 29.01.1909 — генерал-майор Орёл, Александр Андреевич
- 30.01.1909 — 09.10.1912 — генерал-майор Чистяков, Сергей Дмитриевич
- 26.10.1912 — 29.07.1914 — генерал-майор Гандурин, Иван Константинович

### Командиры 2-й бригады
- 30.08.1873 — 15.09.1873 — генерал-майор Глиноецкий, Николай Павлович
- 15.09.1873 — 04.07.1877 — генерал-майор фон Витте, Август Карлович
- 04.07.1877 — 26.01.1885 — генерал-майор Саранчов, Виктор Семёнович
- 05.02.1885 — 15.05.1885 — генерал-майор Тывалович, Иван Иванович
- 15.05.1885 — 06.06.1890 — генерал-майор Козен, Александр Фёдорович
- 07.06.1890 — 07.12.1896 — генерал-майор Маклаков, Александр Константинович
- 23.12.1896 — 16.01.1901 — генерал-майор Сасский, Эдуард Иосифович
- 22.02.1901 — 16.06.1904 — генерал-майор Бутовский, Николай Дмитриевич
- 06.07.1904 — 29.01.1909 — генерал-майор Бокщанин, Франц Викентьевич
- 29.01.1909 — хх.09.1914[8] — генерал-майор Орёл, Александр Андреевич
- 13.10.1914 — 24.05.1915 — генерал-майор Чижов, Михаил Иванович
- 28.05.1915 — 17.12.1915 — генерал-майор Дмитревский, Пётр Иванович
- 18.01.1916 — 21.02.1916 — генерал-майор Никитин, Сергей Сергеевич
- 25.02.1916  — 13.05.1917 — генерал-майор Ефтин, Иван Степанович
- 15.06.1917 — хх.хх.хххх — полковник (с 05.11.1917 генерал-майор) Лескинен, Георгий Иванович

### Помощники начальника дивизии
В период с 28 марта 1857 года по 30 августа 1873 года помощники начальника дивизии фактически являлись бригадными командирами.
- 15.08.1863 — 14.12.1863 — генерал-майор Пузанов, Николай Николаевич
- 14.12.1863 — 08.03.1864 — генерал-майор Амантов, Афанасий Мартынович
- 08.03.1864 — 06.01.1865 — генерал-майор Пузанов, Николай Николаевич
- 06.01.1865 — 18.01.1865 — генерал-майор Мацнев, Владимир Николаевич
- 18.01.1865 — 20.02.1865 — генерал-майор барон фон дер Бринкен, Эгберт Рейнгольдович
- 20.02.1865 — 02.02.1867 — генерал-майор Алексеев, Пётр Александрович
- 02.02.1867 — хх.хх.1870 — генерал-майор Колодеев, Хрисанф Иванович
- хх.хх.1870 — 30.08.1873[9] — генерал-майор фон Витте, Август Карлович

### Командиры 29-й артиллерийской бригады
Бригада сформирована 3 ноября 1863 года.
До 1875 года должности командира артиллерийской бригады соответствовал чин полковника, а с 17 августа 1875 года - чин генерал-майора.
- 02.12.1863 — хх.хх.1870 — полковник (с 17.04.1870 генерал-майор) Де-Спиллер, Пётр Иванович
- 23.08.1870 — 17.07.1876 — генерал-майор Кильхен, Сергей Алексеевич
- 17.07.1876 — 11.11.1880[12] — генерал-майор фон Дрентельн, Юлий Максимович
- 23.11.1880 — 19.08.1885 — генерал-майор Булгарин, Александр Павлович
- 28.08.1885 — 09.01.1890 — генерал-майор Федорцов-Малыш, Александр Никитич
- 09.01.1890 — 16.03.1892 — генерал-майор Бобровский, Владимир Осипович
- 16.03.1892 — 14.02.1899 — генерал-майор Циллиакус, Василий Владимирович
- 11.08.1900 — 15.02.1905 — полковник (с 06.12.1901 генерал-майор) Ольшевский, Владимир Петрович
- 15.02.1905 — 28.09.1911 — генерал-майор Базаревский, Халиль Мустафович
- 28.09.1911 — 31.03.1914 — генерал-майор Беляев, Сергей Тимофеевич
- 05.04.1914 — 18.05.1915 — генерал-майор Савич, Александр Николаевич
- 28.05.1915 — 31.03.1917 — полковник (с 27.06.1915 генерал-майор) Вешняков, Януарий Сергеевич
- 28.04.1917 — хх.хх.хххх — командующий полковник фон Циглер, Иван Алексеевич